# Mosasauridae

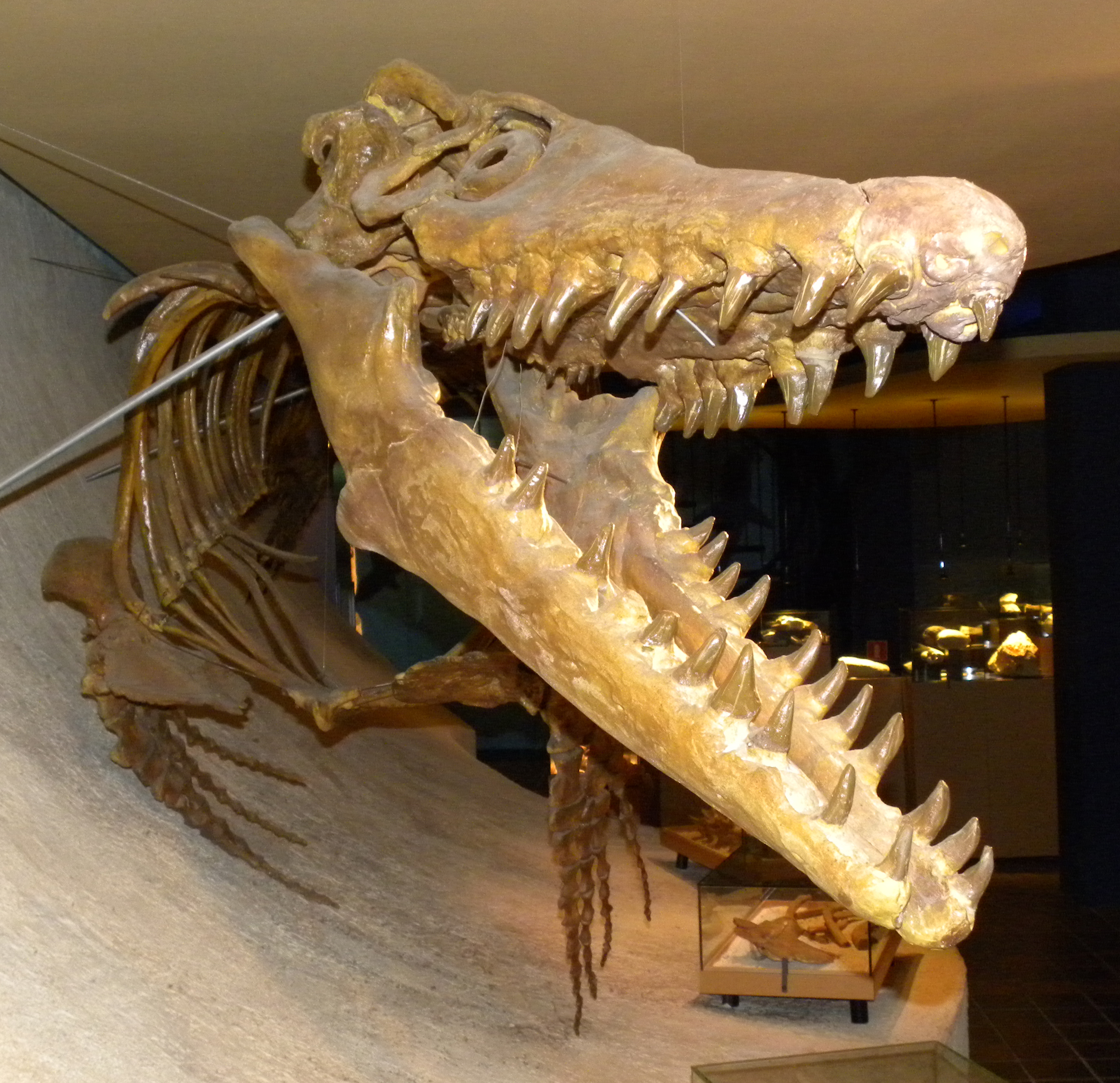
Mosasaurus hoffmanni

Mosasauridi („ještěři od řeky Mázy“) byli velcí až obří druhohorní mořští plazi ještěrovitého vzhledu. Jejich první rozeznané fosilie byly objeveny již kolem roku 1764 v podpovrchových lomech v okolí nizozemského Maastrichtu. Fosilní pozůstatky těchto pravěkých mořských dravců byly objeveny také na území současné České republiky.

## Význam a objevy
Mosasauři žili v období svrchní křídy (asi před 101 až 66 miliony let) a jejich nejbližší současní příbuzní jsou podle kladistických analýz zřejmě hadi a varani. První fosilie těchto mořských dravců byly objeveny již ve druhé polovině 18. století na území Holandska. První zástupci se objevují pravděpodobně v cenomanu až turonu (počátek svrchní křídy). Žili v době posledního rozkvětu dinosaurů, sami jsou však příslušníky skupiny šupinatých, tedy nikoliv blízce příbuzné vývojové skupiny. Po dobu téměř 20 milionů let byli dominantními mořskými predátory spolu se žraloky. Vyhynuli na samotném konci křídy před 66,0 milionu let spolu s neptačími dinosaury a mnoha dalšími jejich současníky.
Podle novějších objevů mohli být teplokrevní, dýchali vzduch a měli vidlicovitě rozeklaný jazyk. Byly objeveny také otisky šupinaté kůže těchto vodních plazů. V 80. letech 20. století byly v kanadském Saskatchewanu objeveny koprolity (zkamenělý trus), přisouzené mosasauridům. Fosilie mosasauroidů již byly objeveny na mnoha místech světa, například i na území Chorvatska, Antarktidy, Jihoafrické republiky nebo ruské arktické oblasti v okolí Čukotky. Vývojově primitivní formy, jako byl například Komensaurus nebo Carsosaurus, dosahovaly délky jen kolem 1 až 2 metrů.
Mosasauři mohli být na samotném konci křídy již v mírném evolučním útlumu, ačkoliv byli stále značně rozšíření a druhově diverzifikovaní (což dokládají například objevy z nejpozdnější křídy Maroka).

## Paleobiologie
Nejmenší zástupci této skupiny (Carinodens) dosahovali délky jen asi 3 – 3,5 metru a hmotnosti v řádu stovek kilogramů, zatímco největší (Hainosaurus a Mosasaurus) mohli být dlouzí asi 15 - 18 metrů. Vykazují četné adaptace pro život ve vodním prostředí (ploutvovité končetiny, hydrodynamický tvar těla) a patří dnes k poměrně dobře známým pravěkým živočichům. Ve své době byli evolučně úspěšnou skupinou, rozšířenou prakticky po celém světě. Podrobné výzkumy skvěle zachovaných fosilií ukázaly, že mosasauři i ichtyosauři měli v kůži hodně melaninu, tmavého barviva, které zřejmě sloužilo jako maskovací zbarvení.
Výzkumy ukázaly, že mosasauři se při pohybu vodou spoléhali zejména na svůj svalnatý ocas, zároveň ale aktivně využívali i přední ploutvovité končetiny s mohutným svalstvem, které jim pomáhaly ve zrychlování pohybu pod vodou.

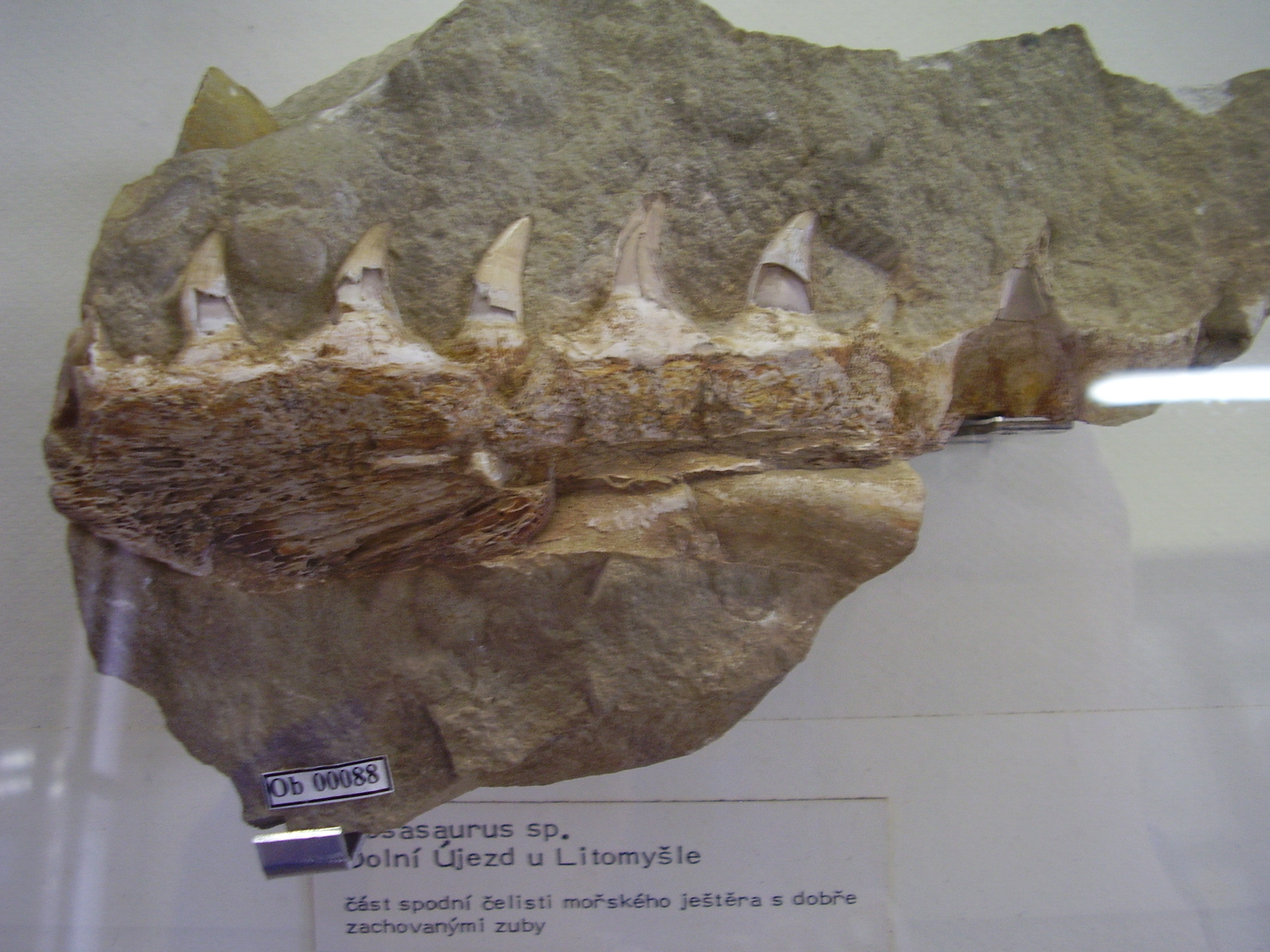
Fragment čelisti mosasaura z Dolního Újezda u Litomyšle

Některé formy mosasauridů byly značně specializované, například na jiný druh potravy s pevnější schránkou. Takovou formou byl i rod Globidens, se svými kuželovitými zuby pravděpodobně adaptovaný na drcení schránek hlavonožců amonitů, kterými se přednostně živil.
U některých druhů byly objeveny početné kosterní patologie (stopy po zraněních a malformacích), a to například u rodu Prognathodon, jehož fosilie byly objeveny na území Nizozemska. Fosilie mosasaurinních mosasauridů byly objeveny také na území Chile, jednalo se tedy nepochybně o kosmopolitně rozšířenou skupinu. V roce 2024 byl oznámen objev fosilií mosasauridů také z území Ekvádoru.
Výzkum mikrostruktury fosilních zubů mosasaurů dokládá, že jejich zuby byly velmi odolné a pevné, dokázaly odolat značnému mechanickému tlaku a umožňovaly mosasaurům pevně držet a trhat zmítající se kořist.
Objev velkých fosilních vajec z Antarktidy naznačuje, že velcí mosasauři mohli klást vejce a nerodit živá mláďata, jak se dosud obecně předpokládalo. Velká fosilní vajíčka byla před asi 68 miliony let nakladena jedinci, dosahujícími délky přinejmenším 7 metrů. Celková struktura vajíčka je značně podobná vejcím současných hadů a ještěrů (skupiny Lepidosauria) a objemem překonávají všechna známá dinosauří vejce.

## Nálezy v Čechách
Fosilní objevy těchto velkých dravých plazů máme dnes k dispozici také na území České republiky (jedná se zejména o objev fragmentu ozubené čelisti z roku 1960 od Dolního Újezdu u Litomyšle). Ta zřejmě patřila menšímu druhu tethysaurinního mosasaurida.

## Teplokrevnost
Podle vědecké studie z roku 2016, která se zaměřila na výzkum stabilních izotopů kyslíku ve fosilním bioapatitu vyplývá, že mosasauři mohli být na rozdíl od většiny ostatních mořských plazů do určité míry teplokrevní (měli schopnost udržovat si stálou tělesnou teplotu nezávisle na teplotě okolního prostředí). Výzkum izotopů ve fosiliích tří rodů (Clidastes, Platecarpus, Tylosaurus) ukázal teplotu kolem 33 - 36 °C, což je podstatně více než u soudobých ryb (kolem 28 °C) a blíží se údajům teplokrevných ptáků (ichtyornis s 38 °C), objevenými ve stejných geologických vrstvách.

## Taxonomie
- Čeleď  Mosasauridae
  - Podčeleď  Tylosaurinae
    - Hainosaurus
    - Tylosaurus
    - Taniwhasaurus

  - Podčeleď  Plioplatecarpinae
    - Platecarpus
    - Angolasaurus
    - Ectenosaurus
    - Khinjaria[29]
    - Selmasaurus
    - Igdamanosaurus
    - Yaguarasaurus
    - Plioplatecarpus
    - Sarabosaurus[30]

  - Podčeleď  Mosasaurinae
    - Dallasaurus
    - Clidastes
    - Mosasaurus
    - Moanasaurus
    - Amphekepubis
    - Plotosaurus
    - Globidens
    - Prognathodon
    - Plesiotylosaurus
    - Carinodens
    - Gnathomortis[31]
    - Gavialimimus[32]
    - Xenodens[33]

  - Podčeleď  Halisaurinae 
    - Eonatator
    - Halisaurus[34]
    - Thalassotitan[35]

Nejisté postavení
- Liodon
- Goronyosaurus
- Pluridens[36]
- Kourisodon
- Russellosaurus
- Tethysaurus